# Miss Hokusai
Miss Hokusai (百日紅?) è un film d'animazione del 2015 diretto da Keiichi Hara.
È una pellicola prodotta dallo studio Production I.G, tratta dal manga Sarusuberi di Hinako Sugiura.

## Trama
Nella città di Edo nel 1814, O-Ei è la figlia della seconda moglie del grande interprete dell'ukiyo-e, il Maestro Hokusai, famoso pittore e incisore giapponese. O-Ei è una personalità geniale, tecnicamente dotata, insofferente alle convenzioni del suo tempo; uno spirito libero che vuole costruire la sua strada pur fra molte resistenze ed errori.

## Distribuzione
Il film è stato distribuito nei cinema giapponesi il 9 maggio 2015. Anime Limited ha distribuito il film in Gran Bretagna, con la presenza del regista alla première il 10 ottobre 2015. In Italia è stato presentato in concorso al Future Film Festival il 3 maggio 2016 ed è stato distribuito sulla piattaforma Tim Vision dal 25 giugno 2020.